# Перісад I
Перісад I (дав.-гр. Παιρισάδης Α') — правитель Боспорської держави (344—310 рр. до н. е.), син Левкона I з династії Спартокідів.

### Правління
Після смерті батька, старший брат Спарток II став правити Боспорською державою, а Перісаду дісталася Феодосія. До часу його намісництва відносять напис знайдений у Німфеї. У ньому Комосарія, дружина Перісада робить присвяту богині, ім'я якої не зберіглося. Після смерті Спартока II — Перісад став на чолі Боспорської держави. У його правління держава досягла найвищого розквіту.
Підпорядкував Боспору плем'я фатеїв. Він став першим царем, який носив титул «царя всіх меотів».
Близько 328 р. до н. е. вів війну проти колишніх союзників царства — скіфів. Ця війна серйозно підірвала економіку Боспору: прибувши в цей час в Пантікапей, афінянин Форміон не зумів спродати своїх товарів.
Перед смертю призначив своїм наступником сина Сатира II. Після смерті Перісада I було обожнено.

## Родина
Був одружений зі своєю двоюрідною сестрою Комосарією, дочкою Горгіппа, брата Левкона I.
Діти:
- Сатир II
- Горгіпп
- Прітан
- Евмел
- Акія[3]